# توم سوليفان (لاعب كرة قاعدة)
توم سوليفان (بالإنجليزية: Tom Sullivan)‏ هو لاعب كرة قاعدة أمريكي، ولد في 1 مارس 1860 في نيويورك في الولايات المتحدة، وتوفي في 12 أبريل 1947 في سينسيناتي في الولايات المتحدة.